# 发烟硫酸
发烟硫酸（英語：Oleum）是生产硫酸的过程中的生成物。性质不稳定，遇水会反应生成硫酸。发烟硫酸可以看成是浓度超过100%的硫酸，在空气中挥发出三氧化硫形成酸霧而發煙（同理，超过98%的硝酸也會挥发出二氧化氮而形成酸霧，叫做发烟硝酸）。發煙硫酸的化學式可寫作H2SO4·xSO3，通常发烟硫酸的含量是根据其中的三氧化硫含量来计算的，如20%发烟硫酸表示其质量中有20%为三氧化硫。H2SO4·xSO3中，x=1时为焦硫酸。
发烟硫酸常被用于磺化反应。其原因，不仅是因为浓度高，还因为发烟硫酸中含有较多的亲电试剂三氧化硫。

## 制备过程
发烟硫酸可通过三氧化硫溶于浓硫酸得到。
工业上，制造硫酸需要原料三氧化硫（SO3）。尽管SO3可以直接溶于水生成硫酸，
SO3 + H2O = H2SO4
但由于三氧化硫與水的反應非常劇烈，如果直接溶於水中，就會釋出大量熱能，並形成硫酸霧，阻礙溶解過程。此外，三氧化硫在硫酸中的溶解度比水高，因此硫酸製造廠不會把三氧化硫直接溶於水。通常是用98.3%的硫酸吸收SO3，再用水稀释。